# Stendhal
Henri Beyle (nacido Marie-Henri Beyle; Grenoble, 23 de enero de 1783-París, 23 de marzo de 1842), conocido por su nombre de pluma Stendhal, fue un escritor francés. Valorado por su agudo análisis de la psicología de sus personajes y por la concisión de su estilo, está considerado como uno de los primeros y más importantes representantes literarios del realismo. Sus novelas más conocidas son Rojo y negro (1830) y La cartuja de Parma (1839). 
Durante la vida de Stendhal, su reputación se basó principalmente en sus libros sobre arte y turismo (término que contribuyó a introducir en Francia), así como en sus escritos políticos y su ingenio en las conversaciones. Sus opiniones poco convencionales, sus inclinaciones hedonistas atenuadas por una capacidad de indignación moral y política, su carácter travieso y su odio al aburrimiento, constituyeron para sus contemporáneos una mezcla de contradicciones provocadoras, que les hizo difícil apreciar su sensibilidad ágil e irónica, siendo Honoré de Balzac el único en reconocer entonces su genio como novelista. Como escritor, destacan en la obra de Stendhal un conjunto de ideas como la hostilidad al concepto de «belleza ideal», la noción de modernidad y la exaltación de la energía, la pasión y la espontaneidad. Egoísta declarado, su filosofía personal, a la que él mismo denominó «beylismo» (por su verdadero apellido, Beyle), enfatizaba la importancia de la «búsqueda de la felicidad» combinando el entusiasmo con el escepticismo racional, la lucidez con la entrega voluntaria a las emociones líricas. El «beylismo», tal como él lo entendía, significaba cultivar una sensibilidad privada y, al mismo tiempo, desarrollar el arte de ocultarla y protegerla.
La fama literaria de Stendhal llegó solo a finales del siglo XIX, y tal fama póstuma ha crecido de forma constante desde entonces, en gran parte gracias a la devoción de los «beylistas» o «stendhalianos», quienes lo han convertido en un verdadero objeto de culto. Stendhal ha llegado a ser reconocido como uno de los grandes maestros franceses de la novela del siglo XIX.

## Pseudónimos

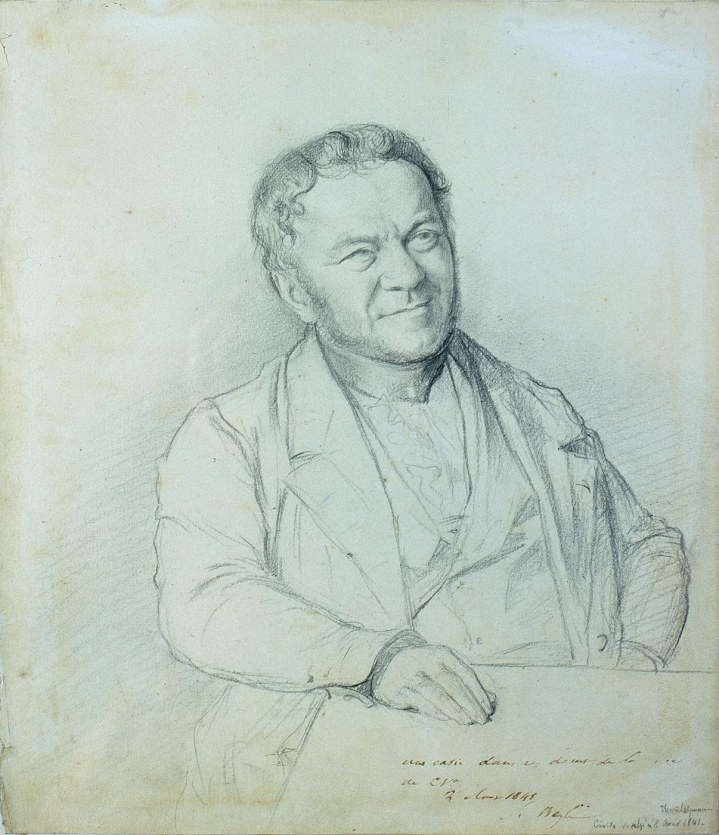
Retrato de Stendhal

Utilizó diferentes pseudónimos para firmar sus escritos, de los cuales Stendhal es el más conocido. Existen dos hipótesis verosímiles sobre el origen del pseudónimo: la más aceptada es que tomara el pseudónimo de la ciudad alemana de Stendal, lugar de nacimiento de Johann Joachim Winckelmann, famoso historiador del arte y fundador de la arqueología moderna y al que admiraba. Una segunda hipótesis es que el pseudónimo sea un anagrama de Shetland, unas islas que Stendhal conoció y que le dejaron una profunda impresión.
Antes de adoptar el seudónimo Stendhal, publicó bajo diversos seudónimos, entre ellos «Louis Alexandre Bombet» y «Anastasius Serpière». El único libro que Stendhal publicó bajo su propio nombre fue Historia de la Pintura (1817). A partir de la publicación de Roma, Nápoles y Florencia (septiembre de 1817), publicó sus obras bajo el seudónimo «M. de Stendhal, officier de cavalerie».
Stendhal usó numerosos alias en sus escritos y correspondencia autobiográfica, y a menudo asignaba pseudónimos a sus amigos, algunos de los cuales adoptaron tales nombres. Stendhal utilizó más de cien pseudónimos, sorprendentemente diversos. Algunos los usó solo una vez, mientras que otros los repitió a lo largo de su vida. «Dominique» y «Salviati» le sirvieron como apodos cariñosos. Acuña nombres cómicos «que lo hacen aún más burgués de lo que realmente es: Cotonnet, Bombet, Chamier».: 80  Empleó asimismo muchos nombres ridículos: «Don Flema», «Giorgio Vasari», «William Cocodrilo», «Poverino», «Barón de Cutendre». Uno de sus corresponsales, Prosper Mérimée, afirmó: «Nunca escribió una carta sin firmar con un nombre falso».
El Diario y los escritos autobiográficos de Stendhal incluyen numerosos comentarios sobre máscaras y el placer de «sentirse vivo en múltiples versiones». «Contempla la vida como un baile de máscaras», es el consejo que Stendhal se da a sí mismo en su diario de 1814.: 85   En Memorias de un egoísta escribe: «¿Me creerán si digo que usaría una máscara con placer y estaría encantado de cambiar mi nombre?... para mí la felicidad suprema sería transformarme en un alemán rubio y desgarbado y caminar así por París».

## Biografía

### Familia
Nacido Henri-Marie Beyle en una familia burguesa, su padre Chérubin Beyle era terrateniente y abogado en la Audiencia Provincial. Quedó huérfano de madre cuando contaba solo siete años, pérdida que sintió profundamente y que aumentó su sensación de soledad y su resentimiento hacia su padre. Pasó su infancia en la casa de campo de los Beyle en Claix, cerca de Grenoble. Su mejor amiga fue su hermana menor, Pauline, con quien mantuvo una correspondencia constante durante la primera década del siglo XIX. Su familia pertenecía a la clase burguesa del Antiguo Régimen, lo que explica la posterior actitud ambigua de Stendhal hacia Napoleón, la Restauración borbónica y la monarquía. Su padre, que se encargó junto a su tía de su educación, fue de hecho encarcelado en 1794 durante el Terror, debido a su defensa de la monarquía. También mantuvo un fuerte trato con su abuelo materno, Henry Gagnon, médico de profesión, al que admiraba profundamente, y al que en alguna de sus obras llamará «padre».

### Estudios
Estudió desde 1796 en la Escuela Central de Grenoble y logró unas altas calificaciones en matemáticas. En 1799 fue a París, con la idea de estudiar en la École polytechnique, pero enfermó y no pudo ingresar. En realidad quería escapar de Grenoble y del dominio paterno. Su ambición secreta al llegar a París era convertirse en un dramaturgo de éxito. Obtuvo un trabajo en el Ministerio de Defensa, en el que ya trabajaba su primo Pierre Daru.

### Entrada en el ejército
Al año siguiente viajó a París como subteniente de dragones, acompañando a la retaguardia del ejército comandado por Napoleón. El mundo militar y teatral del Primer Imperio francés fue una revelación para Beyle. Como comisionado de guerra adjunto, sirvió en la administración del Reino de Westfalia, uno de los estados clientes de Napoleón en Alemania. Su estancia en Italia le permitió conocer la música de Domenico Cimarosa y Gioacchino Rossini (del que escribió una célebre biografía, Vida de Rossini), además de las obras de Vittorio Alfieri. La cultura y el paisaje de Italia fueron la revelación que desempeñaría un papel psicológica y temáticamente determinante en su vida y en su obra. En 1801 participó en la campaña de Italia con las tropas napoleónicas, sirviendo en el Estado Mayor del general Claude Ignace François Michaud como ayudante de campo.
En esos años, Stendhal entró en contacto con los intelectuales de la revista Il Conciliatore, y se acercó a las experiencias románticas.

### Abandono y regreso al ejército

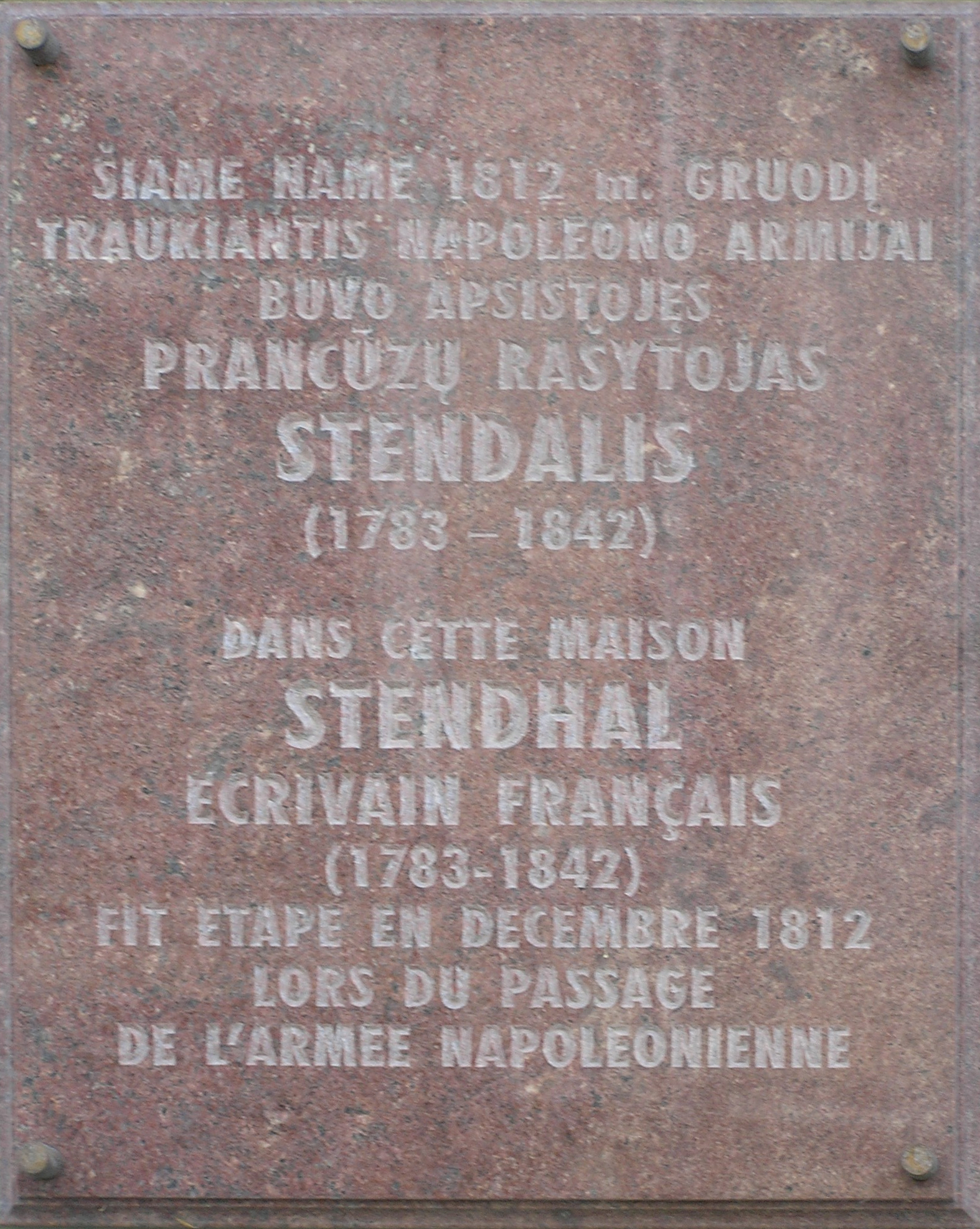
Placa en la casa en que se alojó Stendhal en 1812 en el centro de Vilna.

En 1802 dejó el ejército, pasando a trabajar como funcionario de la administración imperial en Alemania, Austria y Rusia, pero sin participar en las batallas del ejército napoleónico. Con 19 años de edad, regresó a París y se dedicó a diversos proyectos literarios, ninguno de los cuales concluyó. Soñaba con convertirse en un Molière moderno, se matriculó en clases de teatro, se esforzó por eliminar su acento provinciano y se enamoró de una actriz de segunda (Mélanie Louason), a quien siguió hasta Marsella. Para entonces, ya llevaba un diario (publicado póstumamente) y escribía otros textos que reflejaban sus pensamientos más íntimos. Ese mismo año pasó a ser amante de Madame Rebuffel, primera de la decena de amantes que tuvo (de las que se conocen nombre y apellidos).
El año 1806 marcó un punto de inflexión. El conde Pierre Daru, nombrado intendente general del ejército de Napoleón, envió a su joven protegido como comisario militar adjunto a la ciudad alemana de Braunschweig (Brunswick). Este fue el inicio de una carrera administrativa en el ejército francés que le permitió a Henri Beyle descubrir partes de Alemania y Austria. Su nombramiento en el ejército le proporcionó una experiencia directa del régimen napoleónico y de la Europa en guerra. De 1807 a 1808, Beyle vivió en Brunswick, donde se enamoró de Wilhelmine von Griesheim, a quien llamaba Minette, y por cuya causa permaneció en la ciudad. «Ahora no siento ninguna atracción, salvo por Minette, por esta rubia y encantadora Minette, esta alma del norte, como nunca he visto en Francia ni en Italia».
Fue nombrado auditor del Consejo de Estado el 3 de agosto de 1810 y, posteriormente, participó en la administración francesa y en las guerras napoleónicas en Italia. Viajó extensamente por Alemania y formó parte del ejército de Napoleón en la invasión de Rusia en 1812. A su llegada, Stendhal presenció el incendio de Moscú desde las afueras de la ciudad, así como la retirada invernal del ejército. Fue nombrado Comisario de Suministros de Guerra y enviado a Smolensk para preparar provisiones para el ejército que regresaba. Cruzó el río Berézina encontrando un vado transitable en lugar del puente de pontones desbordado, lo que probablemente le salvó la vida a él y a sus compañeros. Llegó a París en 1813, prácticamente ignorante del fiasco general en que se había convertido la retirada. Stendhal se hizo famoso, durante la campaña de Rusia, por mantener la calma y mantener su «sangre fría y lucidez». También mantuvo su rutina diaria, afeitándose a diario durante la retirada de Moscú.  En París ayudó a organizar la defensa militar de la provincia del Delfinado, en Francia

### En Italia
Tras el Tratado de Fontainebleau de 1814 y la caída de Napoleón, partió hacia Italia, estableciéndose en Milán, que pronto quedaría bajo control austríaco como parte del Reino lombardo-véneto. Dos años después publicó Roma, Nápoles y Florencia, toda una declaración de su amor por Italia, y donde se describe el llamado síndrome de Stendhal, que es una especie de éxtasis y mareo que se produce al contemplar una acumulación de arte y belleza en muy poco espacio y tiempo. Stendhal lo experimentó al contemplar la basílica de Santa Croce de Florencia. Ese mismo año viajó a Roma, Nápoles, Grenoble, París, y por primera vez a Londres. Desde el momento en que se instaló en Milán, su vocación literaria se volvió irreversible. Se hizo amigo de liberales milaneses y patriotas carbonarios, descubrió la revista intelectual y cultural Edinburgh Review, estudió música y artes visuales, y publicó sus primeros libros: Vies de Haydn, de Mozart et de Métastase (1814; Vidas de Haydn, Mozart y Metastasio) e Histoire de la peinture en Italie (1817; Historia de la pintura en Italia). En estas primeras obras, Henri Beyle no siempre estuvo exento de plagio, que sin embargo estuvo aderezado con brillantes y originales reflexiones. También apareció su ya mencionado libro de viajes Roma, Nápoles y Florencia en 1817 (una versión posterior se publicó en 1826), y esta fue la primera vez que utilizó el nombre de pluma de Stendhal. La estancia de Stendhal en Milán terminó en una profunda decepción emocional: Métilde Dembowski, la mujer cuyo recuerdo lo perseguiría por el resto de su vida, lo rechazó como amante. Sus amistades políticas lo habían comprometido entretanto ante las autoridades de ocupación austriacas, lo que finalmente lo llevó a abandonar Milán en 1821. «...[S]olo partió después de estos años, los más felices de su vida, por temor a verse involucrado en los disturbios carbonarios».  En 1821 realizó un segundo viaje a Inglaterra para recuperarse de sus reveses amorosos, e hizo un tercero en 1826, también debido a problemas sentimentales. Los años siguientes los dedicó prácticamente todos a un vagabundeo por Europa.
En París empezó a trabajar en un periódico, desde el que pudo «diseñar» su programa esencialmente romántico, caracterizado y mejorado con el reconocimiento de la historia como parte esencial de la literatura. De 1821 a 1830, la vida social e intelectual de Stendhal en París fue muy activa. Se hizo un nombre en los salones como conversador y polemista. Su agudo ingenio y sus puntos de vista poco convencionales fueron muy apreciados, y tuvo amistades y amoríos notables. En 1822 publicó De l’amour (Sobre el amor), que pretende estudiar las operaciones del amor desapasionada y objetivamente, pero que puede leerse como una confesión oculta de las experiencias y anhelos emocionales de Stendhal. Su Racine et Shakespeare (1823, 1825) fue uno de los primeros manifiestos románticos que aparecieron en Francia. En él, Stendhal desarrolló la idea central de que cada período histórico ha sido «romántico» en su propio tiempo, que el Romanticismo es un aspecto vital de cada período cultural. La producción literaria de Stendhal durante este período fue bastante variada. Además de sus contribuciones regulares a revistas inglesas, publicó Vie de Rossini (1823; Vida de Rossini), su primera novela, Armancia (1827); y el libro de viajes Paseos en Roma (1829). Durante este período también escribió una de sus dos obras maestras, la novela Le Rouge et le noir (Rojo y negro), publicada en 1830.
El año 1830, durante el cual la Revolución de Julio llevó al trono de Francia al monarca constitucional Luis Felipe I, marcó un nuevo punto de inflexión en la vida de Stendhal. En 1830, viajó al sur de Francia y luego fue nombrado cónsul francés en Trieste y desde 1832 en Civitavecchia, puerto de los Estados Pontificios cercano a Roma. En esta pequeña ciudad, donde se sentía aburrido y aislado, Stendhal se vio ocupado con interminables tareas administrativas y le resultó difícil escribir de forma continua. Buscó distracciones en la cercana Roma, ausentándose con frecuencia de sus obligaciones oficiales. Solo, consciente de su edad y de su precaria salud, se sintió cada vez más atraído por la autobiografía y comenzó Souvenirs d’égotisme (1892; Memorias de un egoísta) y Vie de Henri Brulard (1890; La vida de Henry Brulard), así como una nueva novela, en gran parte autobiográfica, titulada Lucien Leuwen (1894). Todas estas obras quedaron inconclusas, aunque se publicaron póstumamente y actualmente se consideran entre los mejores escritos de Stendhal. 
Stendhal desarrolló un especial cariño por Italia, donde pasó gran parte del resto de su carrera. Su novela La cartuja de Parma, escrita en 52 días, transcurre en Italia, país que consideraba más sincero y apasionado que la Francia de la Restauración. Un aparte en esa novela, referente a un personaje que contempla el suicidio tras ser abandonado, habla de su actitud hacia su país natal: «Para que mis lectores franceses entiendan esta línea de acción, debo explicar que en Italia, un país muy lejano para nosotros, la gente todavía se deja llevar por el amor hasta la desesperación». 
En 1836 obtuvo un permiso para residir en París, permiso que en principio era para tres meses, pero que se alargó hasta tres años. Durante esos años alternó su estancia en París con viajes por toda Europa. A finales de 1837 hizo dos largos viajes por Italia. Durante este tiempo escribió Memorias de un turista, su segunda obra maestra, la novela La cartuja de Parma (1839); y comenzó a trabajar en una nueva novela, Lamiel (1889), que no vivió lo suficiente para completar.
En 1839 viajó a Nápoles, acompañado por su amigo Prosper Mérimée. Este, que lo conocía bien, lo describiría más tarde en la necrológica que le redactó:

Beyle, original en toda cosa (lo que era un verdadero mérito en esta época de monederos falsos), se picaba de liberalismo, y en el fondo de su alma era un perfecto aristócrata. No podía sufrir a los necios; tenía por las gentes que lo aburrían un odio furioso, y en su vida había sabido nunca distinguir netamente un malvado de un pelmazo. Mostraba un desprecio profundo por el carácter francés, y era elocuente al hacer resaltar todos los defectos de que se acusaba, falsamente sin duda, a nuestra gran nación: ligereza, irreflexión, inconsecuencia en palabras y hechos. En el fondo, ostentaba en un alto grado esos mismos defectos, y por no hablar más que de su irreflexión, escribió un día desde Civitavecchia al señor De Broglie, ministro de asuntos extranjeros, una carta cifrada, y le transmitió la cifra en la misma carta. Toda su vida fue dominado por su imaginación, y no hizo nada que no fuera brusca y entusiásticamente... Sin embargo, se envanecía de no tratar jamás sino conforme a la razón.

Stendhal sufrió graves discapacidades físicas en sus últimos años mientras continuaba escribiendo algunas de sus obras más famosas. Contrajo sífilis en diciembre de 1808. Como anotó en su diario, tomaba yoduro de potasio y mercurio para tratar su enfermedad venérea, lo que le provocó hinchazón de axilas, dificultad para tragar, dolor en los testículos encogidos, insomnio, mareos, zumbido en los oídos, pulso acelerado y «temblores tan fuertes que apenas podía sostener un tenedor o una pluma». La medicina moderna ha demostrado que sus problemas de salud se debieron más a su tratamiento que a la sífilis. Se dice que buscó los mejores tratamientos en París, Viena y Roma.

En 1841 tuvo un primer ataque cerebrovascular y consiguió, por motivos de salud, un nuevo permiso para ir a París. El 22 de marzo de 1842, Stendhal sufrió un nuevo ataque en plena calle. Trasladado a su domicilio, murió en la madrugada del 23 sin haber recuperado el conocimiento. Fue enterrado al día siguiente en el cementerio de Montmartre.

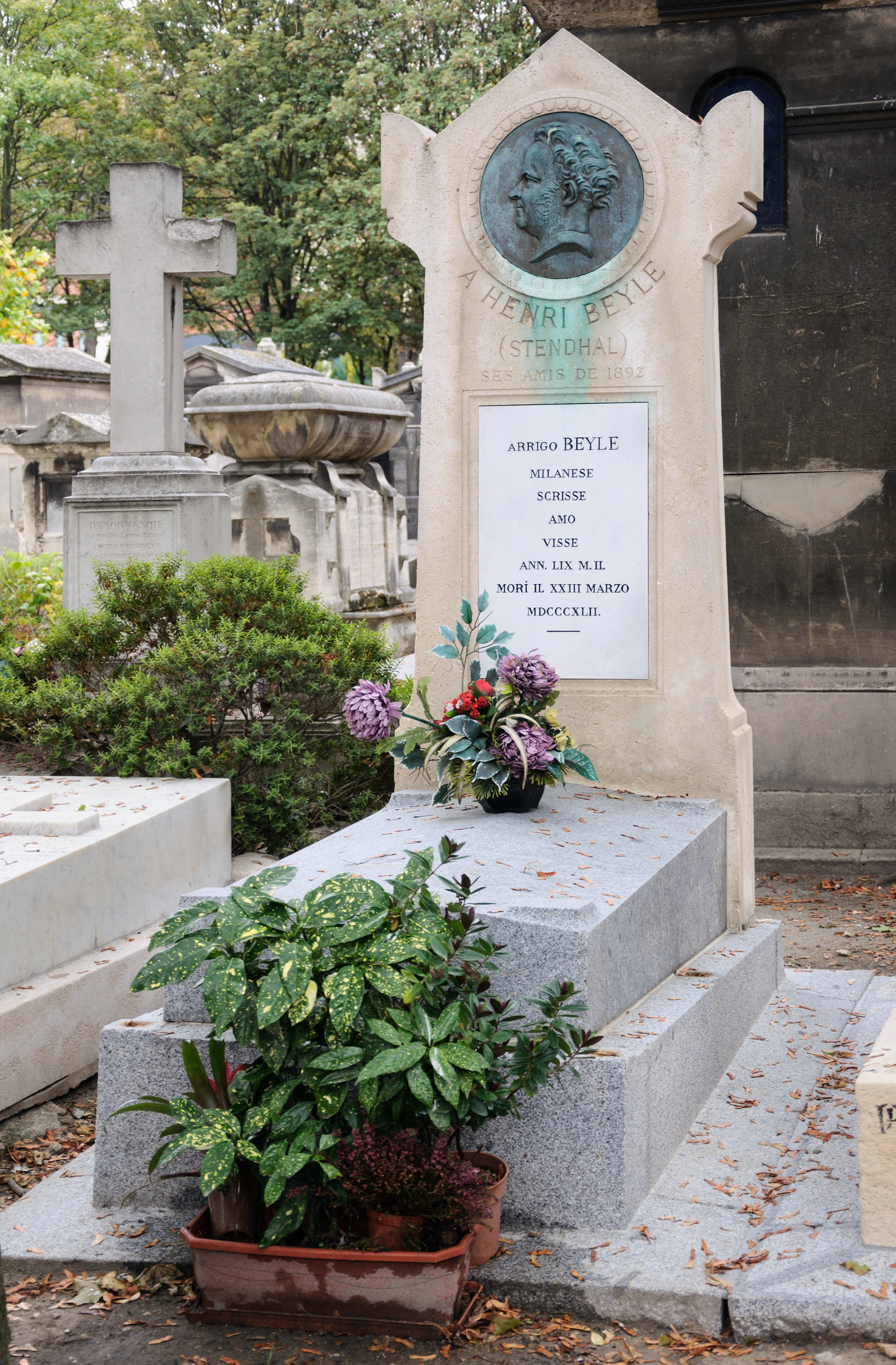
Tumba de Stendhal en el cementerio de Montmartre de París.

En su lápida hizo escribir el siguiente epitafio (tal como puede leerse en la fotografía): «Arrigo Beyle, milanese. Scrisse, amò, visse Ann. LIX M. II. Morì il XXIII marzo MDCCCXLII» («Henri Beyle, milanés. Escribió, amó, vivió 59 años, 2 meses. Murió el 23 de marzo de 1842»).

## Obras

### Obras más importantes
Entre las obras de Stendhal existen tanto textos autobiográficos como Vida de Henry Brulard de Stendhal (Vie de Henry Brulard,1890), trad. de Juan Bravo Castillo, ed. Buenos Aires en 2004. También figuran novelas de gran esplendor de la literatura francesa. 
Pero su fama la debe fundamentalmente a cuatro grandes novelas:
- Armancia (1826) (Armance. Quelques scènes d'un salon de Paris en 1827, Paris, 1827) Tras un romance con la actriz Clémentine Curial, redactó esta primera novela, para la que se inspiró en su relación con Matilde Viscontini Dembowski, y que representó el primer ejemplo de novela en el que se ambientaban históricamente las vicisitudes amorosas, lo que permitía a Stendhal analizar y criticar la sociedad contemporánea.
- Rojo y negro (Le Rouge et le Noir, 1830), trad. de María Brzozowska; Pilar Gil Ruiz, ed. Alma en 2020. Es la primera gran novela de Stendhal. Describe de manera sutil la realidad social de su tiempo y también la acción romántica. Narra los esfuerzos del hijo de un viejo aserrador llamado Julien Sorel para convertirse en una persona de  alta sociedad afirmando lo que los demás quieren oír y haciendo lo que los demás quieren que haga. Julien es el héroe principal del libro, y es un producto de su época, el héroe de una Francia rebelde y revolucionaria. Empapado de ambición por la lectura de Memorial de Santa Elena de Las Cases, sueña con convertirse el nuevo Bonaparte, en una época, la Restauración, que no permite a un hijo de carpintero ascender en la sociedad. Se muestran los problemas que se daban entre las distintas clases emergentes en los años que precedieron a Luis Felipe de Orléans.
- La cartuja de Parma (La Chartreuse de Parme, 1839), trad. de Pedro Montoya, ed. Libervox en 2018. Narra la historia de un joven patricio italiano llamado Fabrizio del Dongo y sus aventuras durante los últimos años del dominio napoleónico en Europa. Es una obra importante que fue publicada en dos volúmenes en marzo de 1839. Honoré de Balzac la consideraba como una obra maestra y escribió mostrando su admiración al autor, le pareció una creación «expresa la perfección» y la madurez de un escritor. Tolstoi se inspiró en ella para su Guerra y paz.
- Lucien Leuwen (1834). Es la segunda gran novela de Stendhal, después de Rojo y negro. Esta novela quedó inacabada por temor a provocar la ira del gobierno. La Francia monárquica se derrumba. Stendhal retrata con feroz ironía las diversas sociedades y las intrigas políticas del nuevo régimen.   Lucien Leuwen es el protagonista, hijo de un banquero rico, el personaje al mismo tiempo cuenta con sensibilidad republicana. El contexto está relacionado con los diferentes medios políticos de la monarquía.

### Otras obras
- Vidas de Haydn, Mozart y Metastasio (Vies de Haydn, Mozart et Métastase, 1814) sin traducción.
- Vida de Napoleón (Vie de Napoleon, 1876), trad. de A Giménez Ortiz, ed. Diana en 1956.
- Historia de la pintura en Italia (Histoire de la peinture en Italie, Paris, 1817), trad. de Ana Drucker, ed. Claridad, 2007.
- Roma, Nápoles y Florencia (Rome, Naples et Florence, 1817), trad. de Jorge Bergua Cavero, ed. Pre- Textos, 2006.
- Sobre el amor (De l'amour, Paris, 1822), sin traducciones.
- Racine y Shakespeare (Racine et Shakespeare, Paris, 1823), trad. de Hilda Torres Varela, ed. Centro Editor de América Latina, 1968.
- Vida de Rossini (Vie de Rossini, disponible [archive] Paris, 1823), trad. de Consuelo Berges, ed. Aguilar, 1987.
- Paseos por Roma (1829), trad. de David García López; Consuelo Berges, ed. Madrid Alianza Editorial, 2015.
- Recuerdos de un turista (Mémoires d'un touriste, Paris, 1838), sin traducción al español.
- Lamiel (Lamiel,1840; incompleta, publicada en 1889) trad. de Consuelo Berges, ed. Alianza, 1990
- Notas de un «dilettante» (Mélanges d'art e de littérature, Paris, Michel Lévy Frères, 1867) póstuma.

Otras obras, menos conocidas, son:
- Rosa y verde  (Le Rose et le Vert, 1837), novela incompleta.
- Mina de Vanghel (1830, después publicada en la Revue des Deux Mondes)
- Y los relatos cortos recogidos y editados más tarde por Henri Martineau en el volumen Crónicas italianas (Chroniques italiennes) (Le Divan, París, 1929). (Vittoria Accoramboni, Les Cenci, La Duchesse de Palliano, L'Abbesse de Castro, Trop de faveur tue, Suora Scolastica, San Francesco a Ripa, Vanina Vanini, Paris, 1837-1839) 
  - La abadesa de Castro[18] (L'Abbesse de Castro) trad. de Olalla García, ed. Impedimenta, 2007.
  - Vittoria Accoramboni trad. de Enrique Díez-Canedo, ed. Revista de Educación Familiar.
  - Los Cenci[18] (Les Cenci)  trad. de Francisco Rico; Julio Baquero Cruz; Silvia Acierno
  - La duquesa de Palliano[18] (La Duchesse de Palliano)
  - San Francisco a Ripa (San Francesco a Ripa)
  - Vanina Vanini trad. de Nuria Marín, ed. Liverbox, 2014
  - Favores que matan (Trop de faveur tue) ed. El Cid Editor, 2004
  - Suora Scolastica. trad. de Guillermo Louis, ed. Felmar, D.L., 1976

- Autobiografías:

Las breves memorias de Stendhal, Souvenirs d'Égotisme (Recuerdos de un egoísta), se publicaron póstumamente en 1892. También se publicó una obra autobiográfica más extensa, apenas disfrazada llamada Vida de Henry Brulard.
- - Vida de Henry Brulard (1835-1836, publicada en 1890)
  - Souvenirs d'Égotisme (escrito en 1832 y publicado en 1892) (Memorias de un egoísta)
  - Journal (1801-1817) (Los diarios privados de Stendhal)

## Características literarias
Los principales temas de su producción literaria fueron su marcadísima sensibilidad romántica y un poderoso sentido crítico, que dieron vida a su filosofía de caza de la felicidad, egotismo típico de todos sus personajes. El análisis de las pasiones, de los comportamientos sociales, el amor por el arte y por la música, además de la búsqueda epicúrea del placer, se expresaban con un modo de escribir personalísimo, en el que el realismo de la observación objetiva y el romanticismo del carácter individual de su expresión se fundían de modo armónico.
Por todas estas razones, Stendhal tuvo que sufrir el vacío que le hicieron sus contemporáneos, con excepción, como se dijo anteriormente, de Honoré de Balzac, pero alcanzó una enorme fama después. Mezclando con acierto la ambientación histórica y el análisis psicológico, sus novelas describen el clima moral e intelectual de Francia. Stendhal ha sido considerado el creador de la novela moderna, que dio paso a la gran narrativa del siglo XIX. Se dice que es el escritor del siglo XIX que menos ha envejecido. Su positivismo, exento de ideologías, muestra al lector un lenguaje muy moderno.

## Posterioridad y diversos homenajes
- Una gran mención a Stendhal por parte del filósofo Nietzsche: «Expresión logradísima de una curiosidad y un talento inventivo auténticamente franceses para este reino de estremecimientos delicados, podemos considerar a Henri Beyle, ese notable hombre anticipador y precursor, que, con un tempo [ritmo] napoleónico, atravesó ala carrera su Europa, muchos siglos de alma europea, como un rastreador y descubridor de esa alma: — dos generaciones han sido precisas para darle alcance en cierto modo, para adivinar tardíamente algunos de los enigmas que lo atormentaban y embelesaban a él, a ese prodigioso epicúreo y hombre-interrogación, que ha sido el último psicólogo grande de Francia…» de Más allá del bien y del mal (Jenseits von Gut und Böse de Friedrich Wilhelm Nietzsche, 1886), trad. de Andrés Sánchez Pascual, ed. Alianza, 1994. Obras filosóficas completas, Gallimard 1971 p.175.
- El escultor Pierre Lenoir (1879-1953) realizó un busto de Stendhal. El modelo de yeso se conserva en la casa Stendhal en Grenoble. Una versión en mármol se encuentra en el ayuntamiento de Grenoble.[19]
- En 1920, el museo de Grenoble y la biblioteca municipal de Grenoble organizaron una exposición sobre Stendhal donde se expusieron manuscritos, retratos y documentos del escritor. Actualmente se realiza entre los meses de julio y septiembre.
- En 1934 se abre un primer museo de Stendhal en Grenoble.
- La Universidad de Grenoble III (de Letras, Artes, Idiomas, Ciencias del Lenguaje y Comunicación) llevó su nombre hasta 2016, así como uno de los institutos de Grenoble y el instituto francés de Milán.
- Una calle en París lleva el nombre de calle Stendhal.
- Se emitió en 1983, con ocasión del bicentenario del nacimiento del escritor, una moneda conmemorativa de diez francos franceses, llamada el diez francos Stendhal.
- 42485 Stendhal es un asteroide que fue nombrado de esta manera en su honor.
- En la novela histórica La batalla de Patrick Rambaud (La Bataille, 1997), trad. de Javier García Sánchez, ed. Barcelona Círculo de Lectores en 2000, Stendhal es el héroe de una trama secundaria que se desarrolla en el contexto de la campaña de Austria de 1809.
- La ruta Stendhal. En 1992, una ruta turística Stendhal fue creada por la oficina de turismo de Grenoble.

## Síndrome de Stendhal
Al parecer, en 1817 Stendhal se sintió abrumado por la riqueza cultural de Florencia que encontró cuando visitó por primera vez la ciudad toscana. Como describió en su libro Nápoles y Florencia: Un viaje de Milán a Reggio:
```
   Al salir del pórtico de Santa Croce, me asaltó una feroz palpitación del corazón (el mismo síntoma que, en Berlín, se denomina ataque de nervios); el manantial de la vida se secó dentro de mí, y caminaba con el temor constante de caer al suelo.
[
20
]
```

La enfermedad fue diagnosticada y bautizada en 1979 por la psiquiatra italiana Graziella Magherini, que había observado trastornos psicosomáticos similares (taquicardia, náuseas y mareos) entre los visitantes que llegaban por primera vez a la ciudad.
En homenaje a Stendhal, Trenitalia bautizó su servicio de trenes nocturnos de París a Venecia con el nombre de Expreso Stendhal, aunque no existe ninguna afección física relacionada con él.